# کندی (سری‌لانکا)
کندی (سینهالی: මහ නුවර) یکی از شهرهای کشور سری‌لانکا است که در مرکز این کشور واقع شده‌است؛ کندی مرکز استان مرکزی می‌باشد.
این شهر ۲۸٫۵۳ کیلومتر مربع مساحت و ۱۲۵٬۴۰۰ تن جمعیت دارد